# 부산 동아대학교 목조보살좌상
목조보살좌상(木造菩薩坐像)은 부산광역시 서구, 동아대학교 석당박물관에 있는 보살상이다. 2012년 10월 30일 부산광역시의 유형문화재 제120호로 지정되었다.

## 개요
동아대학교박물관 소장 목조보살좌상은 허리부터 서서히 구부려진 자세에 오른손은 가슴 위로 들고 왼손은 무릎 위에 두어 엄지와 중지를 맞댄 중품하생(中品下生)의 수인을 취하였다. 신체에 비해 머리가 크고 무릎은 낮은 편이며, 양손은 별도로 제작하여 끼웠다.
17세기에 제작된 것으로 추정되는 이 목조보살좌상은 전체적으로 화려함이 배제되었으나, 부드러움과 섬세함이 돋보이는 우수한 작품이다. 특히 보관의 정면에 부착되었던 수정으로 만든 장식물과 통견의 착의법 등은 조선 후기 불상에서는 보기 드문 표현 기법들이다. 더욱이 통통한 얼굴과 후덕해 보이는 인상, 섬세한 보발의 표현, 귀 및 귀걸이 등의 표현에서 사실성이 드러나며, 큼직하고 대담하면서 볼륨감 있는 옷주름의 표현 등이 서로 조화를 이루고 있다.
이 목조보살좌상은 조선 후기인 17세기에 제작된 불상 중에서도 작품성이 뛰어날 뿐 아니라, 다양한 17세기 목조불상의 특징을 파악할 수 있는 좋은 자료적 가치를 지니고 있는 작품이다.

## 참고 자료
- 목조보살좌상 - 국가유산청 국가유산포털